# テランス・ドリュー
テレンス・マイケル・ドリュー（英: Terrance Michael Drew、1976年11月22日 - ）は、セントクリストファー・ネイビスの政治家、医師。同国首相。セントキッツ・ネイビス労働党(SKNLP)所属。一部のサイトではテレンス・ドリューの記述も見られる。
1996年にクラレンス・フィッツロイ・ブライアント・カレッジを卒業後、母校のバステレ高校で非常勤講師として働いていた。1998年、ドリューは医学を学ぶためにキューバに行き、サンタクララの医科大学に入学。卒業後は帰国し、開業医となる。ドリューは内科を学ぶためにテキサスに行き、2013年にテキサス工科大学健康科学センターを卒業。
2021年11月28日にセントクリストファー・ネイビス労働党の党首選で45%の票を獲得し、国民議会議員及び労働党党首に選出された。2022年8月15日に同国首相に選出され、同時に財務相を兼任することになった。2023年にはチャールズ3世の戴冠式に出席し、ドリューは内閣として共和国への移行に関する公開協議を受けると述べた。